# Sansevieria dawei
Dracaena dawei (Sansevieria dawei) es una especie de Dracaena Sansevieria perteneciente a la familia de las asparagáceas, originaria de  África oriental en Kenia y Uganda.
Ahora se la ha incluido en el gen de Dracaena debido a los estudios moleculares de su filogenia.

## Descripción
Es una planta herbácea casi sin tallo, con un grueso rizoma rastrero de hasta 0.3-0.4 cm. Las hojas en número de (1 -) 2-3 crecen ascendentes o suberectas, alargado-lanceoladas, de  60–150 ≈ 5.5–11.5(–13) cm, lisas, pero envés ligeramente rugoso, el ápice de 0.4-0.5 cm de largo, los márgenes agudos, de color rojizo marrón, verde pálido y ligeramente glaucas en ambas superficies, especialmente durante el crecimiento, de color verde claro cuando son jóvenes, pecíolos 15-20 (-30) cm de largo, cóncavo-canalizados. La inflorescencia en forma de racimo. Las flores con el perianto de color blanco grisáceo, con tubo de 1-2 cm de largo. El fruto es una baya de color naranja.

## Taxonomía
Sansevieria dawei fue descrita por Otto Stapf y publicado en Journal of the Linnean Society, Botany xxxvii 529 (1906), en el año 1906.
Etimología
Sansevieria nombre genérico que debería ser "Sanseverinia" puesto que su descubridor, Vincenzo Petanga, de Nápoles, pretendía dárselo en conmemoración a Pietro Antonio Sanseverino, duque de Chiaromonte y fundador de un jardín de plantas exóticas en el sur de Italia. Sin embargo, el botánico sueco Thunberg que fue quien lo describió, lo denominó Sansevieria, en honor del militar, inventor y erudito napolitano Raimondo di Sangro (1710-1771), séptimo príncipe de Sansevero.
dawei: epíteto